# Les Gitanos
Les Gitanos, aussi appelé valse espagnole, op. 15, est une œuvre de la compositrice Mel Bonis, datant de 1891.

## Composition
Mel Bonis compose Les Gitanos pour un concours de valse organisé par le journal Piano Soleil. Elle remporte le 1er prix en 1891. L'œuvre existe dans trois versions : la première, pour piano seul, la deuxième pour piano à quatre mains, et la troisième pour orchestre. La version pour orchestre a été réalisée par Adolphe Gauwin. La version pour piano a été publiée aux éditions Hamelle en 1892 puis rééditée en 2016 par les éditions Furore. La version pour piano à quatre mains a aussi été publiée chez Hamelle en 1892, puis rééditée en 2009 par Furore. La version pour orchestre a été publiée aux éditions Hamelle en 1904, puis rééditée chez Furore en 2018.

## Analyse
Sa valse revendique une couleur pittoresque qui se mêle à l’atmosphère des boulevards parisiens. L’allusion à l’Espagne, discrète, se perçoit dans le rythme enlevé de certains passages, où l’on croit entendre les coups de talons de danseurs, dans certaines inflexions mélodiques et harmoniques (cadences avec demi-ton descendant dans la partie de basse). Les Gitanos donne une idée de ce que le public français percevait comme « espagnol ». Brillante mais sans grande difficulté technique, cette « musique du foyer » a aussi trouvé sa place au concert et sur les ondes de radio.

## Réception
Les Gitanos est composée dans le cadre d'un concours organisé par la revue Piano-Soleil en 1891. Le prix est décerné par Charles-Marie Widor, André Messager et Pierre de Choudens. Elle remporte le premier prix, soit 400 francs et une médaille vermeille,. Son œuvre est publiée par Hamelle et par la revue dans un supplément musical.
La version orchestrale des Gitanos a connu un certain succès à la radio dans les années 1920, mais elle n'est mentionnée dans aucun concert connu.
Entre le 20 décembre 1926 et le 8 mars 1828, Radio-Toulouse programme Les Gitanos huit fois. Elle est notamment programmée le 19 octobre 1926, le 23 janvier 1927, le 10 octobre 1927,,, le 24 octobre 1927,,, le 10 février 1928, le 9 mars 1928.
L'œuvre a été jouée, dans sa version pour quatre mains, au château de Morsbroich, à Leverkusen, en 1998, par Yvette Domange, petite-fille de la compositrice et fille d'Édouard Domange, et Christine Géliot, arrière-petite-fille de la compositrice.

## Edition disponible

### Version pour piano seul
Œuvres pour piano vol. 5, Mel Bonis, éd. Furore, 2013.

### Version pour piano à quatre mains
Œuvre pour piano vol. 8, Mel Bonis, éd. Furore, 2009.

### Version pour orchestre
Les Gitanos pour orchestre, Mel Bonis, éd. Furore, 2018.

## Discographie

### Version pour piano
- L'ange gardien, par Laurent Martin (piano), Ligia Digital LIDI 01033181-07, 2007 (OCLC 884450880)
- Le diamant noir, par Laurent Martin (piano), Ligia Digital, 2016

### Version pour orchestre
- Mel Bonis : Symphonic Works, Bucharest Symphony Orchestra, Benoît Fromanger (dir.), Le Chant de Linos CL 1287.

## Sources
- Étienne Jardin, Mel Bonis (1858-1937) : parcours d'une compositrice de la Belle Époque, 2020 (ISBN 978-2-330-13313-9 et 2-330-13313-8, OCLC 1153996478, lire en ligne)